# Haageocereus cuzcoensis
Haageocereus cuzcoensis là một loài thực vật có hoa trong họ Cactaceae. Loài này được (Knize) P.V. Heath mô tả khoa học đầu tiên.